# At Home with the Eubanks
At Home With The Eubanks var et kortvarigt reality show med den britisk bokser Chris Eubank og hans familie, som blev udsendt på Channel Five. 
Sønnen Chris Eubank Jr. var 13 år under optagelserne.